# Исак Пољокан
Исак Пољокан (Бања Лука, 1897 — Дрвар, 25. мај 1944), познатији под надимком Брацо, био је адвокат и јеврејски национални радник и борац за јачање сефардског покрета.

## Биографија
Др Исак Брацо Пољокан свршио је Реалну гимназију у Бањој Луци и већ 17. јуна 1917. подноси молбу Градском котарском уреду у Бањој Луци за наставак студија права у Бечу, Лиону и Паризу. Студирао је права у Грацу, Бечу и Паризу, а докторирао на Сорбони, одбранивши тезу "Le Crime de Guerre". Највеће интересовање је показао за друштвене појаве и умјетност. Познавање енглеског, француског, италијанског, шпанског и њемачког језика омогућавало му је да на изворној литератури прати стваралаштво тих народа. Историја, филозофија, књижевност, социологија и право су главне области његовог интересовања. Често је говорио да се без поменутих наука не може схватити суштина и смисао jurisprudentiae. Након повратка са студија, у Сарајеву је отворио адвокатску канцеларију. Ово слободно и независно звање једино је одговарало његовој природи и будућем раду јавног радника. Одмах се укључује у јавни друштвено-политички живот сарајевских Јевреја. Он је унио, у средину у којој је живио и активно радио, нове погледе и нова сазнања. Припадао је другом колу сефардских академичара из Босне.  Политичар велике инвенције и иницијативе, убрзо постаје омиљени јавни радник.
Рад Браце Пољокана испољава се на многим секторима друштвеног, политичког, културног, хуманог и каритативног дјеловања, не само међу Јеврејима него и нејеврејима. Своје јеврејство доводио је у хармоничан склад са средином у којој је живио и развијао се. Поносан и усправан Јеврејин, увијек је био спреман да своје јеврејство брани. Трудио се да постави сигурне и здраве темеље повјерења и природне односе сарадње између Јевреја и нејевреја. Говорио је да се у демократској средини само политичким методама и повјерењем могу постићи реални резултати. Његовим уласком у јеврејску општину, долази до многих корисних реформи: уводи се савременија администрација, поклања већа пажња школству, гради велики сефардски храм, сређује архива општине, покреће писање документоване историје сефардске општине у Сарајеву. За вријеме његова дјеловања општина постаје матица, организатор и арбитар рада свих јеврејских друштава. Брацо је много пажње поклањао омладини. Путем предавања радио је на њеном ангажовању и усмјеравању.
Заједно са др Витом Кајоном, др Калмијем Барухом и другима покреће издавање "Јеврејског живота", касније "Јеврејског гласа". "Јеврејски живот" је излазио од 28. марта 1923. године до 1. децембра 1927. године, а "Јеврејски глас" од 1. јануара 1928. године до 15. априла 1941. године. То је уједно био и посљедњи број "Јеврејског гласа". Брацо је био не само главни и одговорни уредник ових новина него и једини финансијер. Био је писац садржајних уводника и фељтона, префињени, стилиста, мајстор литерарних опсервација пуних поетског израза. Написао је велики број пригодних и јубиларних написа о великим личностима у свијету. У писању путописа оживљавао је својим сликовитим начином писања људе, крајеве и земље кроз које је пролазио. Путописи »Палестина, Холандија и Шпанија« показују ширину и богатство његова запажања. Написао је краће монографије о Мајмонидесу и Баруху Спинози. У политичкој борби није имао оне смирености којом је писао своје фељтоне, путописе и монографије. У политичку борбу улазио је са пуно страсти и жучи. Бескомпромисно се разрачунавао са својим политичким противницима. "Јеврејски живот" и "Јеврејски глас" спадали су у групу оних публикација које су битно утицале на стварање одређене повољне друштвено-културне атмосфере. Својом тематиком доприносили су да су новине биле актуелне и да су се све више читале. Ниједна политичка, друштвена, научна или умјетничка манифестација од вриједности у Сарајеву, Босни и Југославији није остала незапажена и незабележена у овим новинама. Критичким освртима на друштвени рад и социјалну структуру средине указивано је на проблеме заједнице и тражена су рјешења. Главни сарадници били су: др Вита Кајон, др Калми Барух, др Аврам Барух, др Самуел Пинто, Арон Алкалај, др Хајим Камхи, Паулина Албала, др Исак Израел, др Исак Самоковлија, др Самуел Камхи, Аврам Пинто, Елиезер Леви, Мони Финци, др Самуел Романо, Аврам Романо, Јакица Атијас, др Јешуа Кајон и Бењамин Пинто.
Брацо је, уз остале млађе сефардске интелектуалце, пришао сефардском покрету. Био је један од његових најрјечитијих заговорника и проповједника. Радио је на промоцији сефардског покрета у Бaњој Луци гдје је 1925. основао испоставу бечке "Есперансе".
У политици Краљевине Југославије, за вријеме избора 1938. године, др Брацо Пољокан активно и живо учествује у политичкој борби. Опредјелио се за страну опозиције. У својој политичкој оријентацији припадао је грађанским либералима. Вјеровао је да сваком поштеном човјеку тада једино мјесто може бити у опозицији. Његово опредјељење за опозицију довело је овој политичкој групацији и велики број Јевреја.
По доласку усташа на власт пребјегао је у Сплит, где се 1942. прикључио НОП. Септембра 1943. ступио је у Народноослободилачку војску. У првој половини 1944. позван је од Врховног штаба у Дрвар. Било је предвиђено да остане на раду при Врховном штабу. Погинуо је 25. маја 1944. у Дрвару приликом непријатељског десанта.